# Willy Ritschard
Willy Ritschard (28 de Setembro de 1918 — 16 de Outubro de 1983) foi um político da Suíça.
Ele foi eleito para o Conselho Federal suíço em 5 de Dezembro de 1973 e terminou o mandato a 16 de Outubro de 1983.
Willy Ritschard foi Presidente da Confederação suíça em 1978.